# Turbinicarpus mombergeri
Turbinicarpus mombergeri är en kaktusväxtart som beskrevs av Ríha. Turbinicarpus mombergeri ingår i släktet Turbinicarpus och familjen kaktusväxter. Inga underarter finns listade i Catalogue of Life.